# El Pilón, Nayarit
El Pilón är en ort i Mexiko.   Den ligger i kommunen Amatlán de Cañas och delstaten Nayarit, i den centrala delen av landet, 600 km väster om huvudstaden Mexico City. El Pilón ligger 853 meter över havet och antalet invånare är 142.
Terrängen runt El Pilón är huvudsakligen kuperad, men västerut är den bergig. Runt El Pilón är det ganska glesbefolkat, med 22 invånare per kvadratkilometer. Närmaste större samhälle är Ixtlán del Río, 16,5 km nordost om El Pilón. I omgivningarna runt El Pilón växer huvudsakligen savannskog.